# Farbauti (mjesec)
Farbauti (također Saturn XL) je prirodni satelit planeta Saturn. Retrogradni nepravilni satelit iz Nordijske grupe s oko 5 kilometara u promjeru i orbitalnim periodom od 1079,10 dana.